# Kiribati aux Jeux olympiques
Les Kiribati participent aux Jeux olympiques depuis 2004 et ont envoyé des athlètes à chaque jeux depuis cette date. Le pays n'a jamais participé aux Jeux d'hiver. 
Le pays n'a jamais remporté de médailles.
Le Comité national olympique des Kiribati a été créé en 2002 et a été reconnu par le Comité international olympique (CIO) l'année suivante.